# Alessandro Roccati
Alessandro Roccati (né le 14 mai 1941 à Turin) est un égyptologue italien.

## Biographie
Après des études de littérature à Rome, Alessandro Roccati étudie l'égyptologie à Oxford (1964), Bonn (1965) et Paris (1966-1967).
En 1968-1969, il prend part à des missions archéologiques en Égypte pour l'université de Rome, le musée archéologique de Madrid et l'Institut français d'archéologie orientale.
En 1972, il est embauché par le musée des Antiquités égyptiennes et en 1973 il en est inspecteur.
Professeur universitaire dès 1972, il enseigne à l'université de Gênes et à celles de Turin et de Milan ; il est nommé professeur invité de l'université de Genève et de l'école pratique des hautes études de Paris.
De 1987 à 2005, il est professeur d'égyptologie à Rome.
En 1991, il dirige la mission archéologique en Égypte et au Soudan de l'université de Rome « La Sapienza ».
Depuis 2000, il est directeur de la revue scientifique en ligne Archaeogate - le portail italien de l'archéologie.
Depuis 2005, il est professeur d'égyptologie à l'université de Turin et directeur de l'École de spécialisation en archéologie à l'université même.
En 2006, il est nommé membre correspondant de l'Académie des sciences de Turin.
Depuis 2007, il est président de l'Institut italien pour la civilisation égyptienne (IICE).
Depuis 2009, il est président du Comité scientifique de la Fondation du musée égyptien de Turin.

## Publications
- A. Roccati, La littérature historique sous l'Ancien Empire égyptien, Paris, 1982
- A. Roccati, La Sagesse égyptienne. La documentation pédagogique en Égypte dans le deuxième millénaire avant J.C., Brescia, Paideia, 1994
- A. Roccati, Musée égyptien, Turin, Rome, Imprimerie d'État du gouvernement, 1999
- A. Roccati, Les temples de Philæ, Rome, Aracne, 2003
- Égyptologie, édité par A. Roccati, Rome, Imprimerie d'État du gouvernement, 2005
- J. Capart, J'ai lu les hiéroglyphes, édité par A. Roccati, Turin, AdArte, 2007
- A. Roccati, Introduction à l'étude de l'Égypte, Rome, Salerne, 2008

## Honneur
L'astéroïde (20056) Roccati est nommé en son honneur.